# Jászai Gellért Zoltán
Jászai Gellért Zoltán (Vác, 1974. június 17. –) magyar vezetésszervező, üzletember. A 100 leggazdagabb magyar 2023-ban megjelent listáján 90 milliárd forintos vagyonával Magyarország 16. leggazdagabbjaként tartották számon.  A Befolyás-barométer 2025-ös top 50-es listáján a 15. helyen szerepelt.

## Életpályája
1995-ben végzett az Államigazgatási Főiskola vezetésszervezési karán. A vezetésszervezési kar elvégzését követően az InterEstate értékesítési vezetője lett. A Gordon & Webster Ingatlan Tanácsadó Rt. elnök-vezérigazgatója volt 1997 és 2000 között. 2000 és 2003 között az SCD Group Ingatlanfejlesztő és Beruházó Kft. ügyvezetője, majd a társaság holdinggá alakulását követően a cégcsoport igazgatóságának elnöke lett. Üzletemberként az ingatlan- és befektetési piacon szerzett ismertséget, nevéhez fűződik a Konzum Nyrt., az Opus Global, illetve az Appeninn Nyrt. újraélesztése. 2018-ban vette át az informatikai társaság, a 4iG irányítását, 2019-ben a 4iG Nyrt. főtulajdonosa lett. Jászai Gellért ma már kizárólag a 4iG Nyrt. irányításával, akvizícióival foglalkozik.